# 641
Évszázadok: 6. század – 7. század – 8. század
Évtizedek: 590-es évek – 600-as évek – 610-es évek – 620-as évek – 630-as évek – 640-es évek – 650-es évek – 660-as évek – 670-es évek – 680-as évek – 690-es évek
Évek: 636 – 637 – 638 – 639 –  640 – 641 – 642 – 643 – 644 – 645 – 646

## Események

### Bizánci Birodalom
- Februárban meghal a 65 éves Hérakleiosz császár. Végakaratának megfelelően két fia, a 28 éves III. Kónsztantinosz és féltestvére, a 15 éves Hérakleónasz társuralkodóként követi őt a trónon. Három hónappal később, májusban Kónsztantinosz - állítólag tüdőbajban - meghal. Sokan azonban meg vannak győződve arról, hogy a császárt mostohaanyja (Hérakleónasz anyja), Martina mérgezte meg, aki így régensként a birodalom élére kerül.
- Valentinus hadvezér a főváros melletti Khalkédónba vonul és azt követeli, hogy Kónsztantinosz 10 éves fiát, Kónsztaszt is koronázzák császárrá. A hadsereg támogatását elvesztő Martina kénytelen engedni a követelésnek, de egyúttal két kisebbik fiát, Dávidot és Marinoszt is császárrá, illetve trónörökössé koronázzák. Az év végén Valentinus bevonul Konstantinápolyba, elfogatja Martinát és Hérakleónaszt, majd megcsonkítja (Martinának a nyelvét, fiának az orrát vágatja le, hogy uralkodásra képtelenné váljanak) és Rodoszra száműzi őket. II. Kónsztasz marad az egyedüli uralkodó, Valentinus régenssége mellett.
- A Martinát támogató Pürrhosz pátriárkát lemondatják és Afrikába száműzik. Utóda II. Paulosz.
- Márciusban az Amr ibn al-Ász vezette arabok ostrom alá veszik Alexandriát. A város novemberben kapitulál, hatalmas hadisarcot fizet és tizenegy hónapos fegyverszünetet kötnek, amely alatt a bizánciak kivonulhattak a városból. Egyiptom teljesen a muszlimok kezére kerül.
- Amr ibn al-Ász megalapítja Fusztát városát (Kairó elődjét), ahol berendezi Egyiptom fővárosát és felépítteti az első egyiptomi mecsetet.

### Európa
- Meghal Aega, a frank Neustria és Burgundia majordomusa és régense (Nanthild anyakirálynő mellett). Utóda Erchinoald.
- Kihasználva a bizánci belső válságot a Rothari vezette longobárdok elfoglalják Genovát, valamint valamennyi, még bizánci kézen maradt várost a Pó völgyében (többek között Oderzót).
- Meghal I. Arechis, Benevento longobárd hercege. Utóda fia, I. Aiulf.

### Kelet-Ázsia
- 49 éves korában meghal Dzsomei japán császár. A trónt felesége (és unokahúga), Kógjoku örökli.
- Meghal Mu, a koreai Pekcse királya. Utóda legidősebb fia, Idzsa.

## Születések
- Aszparuh, bolgár kán

## Halálozások
- február 11. – Hérakleiosz, bizánci császár
- május 24. – III. Kónsztantinosz, bizánci császár
- november 17. - Dzsomei, japán császár
- I. Arechis, beneventói herceg
- Mu, pekcsei király
- Zajnab bint Dzsash, Mohamed hetedik felesége

## Fordítás
- Ez a szócikk részben vagy egészben  a(z)   641 című angol Wikipédia-szócikk ezen változatának fordításán alapul.  Az eredeti cikk szerkesztőit annak laptörténete sorolja fel. Ez a jelzés csupán a megfogalmazás eredetét és a szerzői jogokat jelzi, nem szolgál a cikkben szereplő információk forrásmegjelöléseként.